# Erik Armfelt
Erik Armfelt, född 16 februari 1709, död 9 maj 1778 på Isnäs gård i Pernå socken, var en svensk friherre och militär. Han var måg till Albrecht Schönström.
Erik Armfelt var son till Carl Gustaf Armfeldt och Lovisa Aminoff. Han blev underofficer vid Nylands infanteriregemente 1721, fänrik vid Hessiska livgardet 1729 och löjtnant där 1732. År 1733 blev Armfelt löjtnant vid Nylands infanteriregemente och kapten där 1748. Under hattarnas ryska krig deltog han i kampanjerna i Finland 1741 och i Skåne 1743. Armfelt befordrades till major 1749 och till överstelöjtnant vid Åbo läns infanteriregemente 1754. Han var 1765–1770 överste och chef för Savolax läns infanteriregemente, utnämndes 1770 till chef för Kalmar regemente men tillträdde aldrig tjänsten och blev genom byte i stället transporterad till chefskapet för Österbottens infanteriregemente 1772. Armfelt innehade dock endast tjänsten under några veckor innan han erhöll generalmajors avsked. Han blev riddare av Svärdsorden 1748.